# Oddział Wydzielony „Tczew”
Oddział Wydzielony „Tczew” – oddział wydzielony Wojska Polskiego II Rzeczypospolitej walczący w kampanii wrześniowej 1939.

## Formowanie i zadania
Na zapleczu Grupy Operacyjnej „Czersk", od wschodu ze strony Prus Wschodnich, zdecydowano się na utworzenie trzech oddziałów wydzielonych. Ich zadaniem było osłonić koncentrację części Korpusu Interwencyjnego. Jednym z nich był OW „Tczew”, podporządkowany bezpośrednio dowódcy Armii „Pomorze". W razie dojścia do skutku interwencji gdańskiej, miał pozostać w podporządkowaniu Armii. Jego dowódcą był ppłk Stanisław Janik – dowódca 2 batalionu strzelców.
Zadaniem OW „Tczew” była obrona mostów na Wiśle. W razie ogólnego konfliktu polsko–niemieckiego mosty miały być zniszczone na rozkaz dowódcy Armii „Pomorze" lub suwerenną decyzją ppłk. Janika. Od marca 1939 w kompetencji dowódcy 2 bs było również wstrzymanie ruchu tranzytowego przez most.

Podstawowy pododdział oddziału wydzielonego – 2 batalion strzelców – różnił się nieco od innych batalionów tego typu. Nie posiadał kompanii artylerii przeciwpancernej, lecz tylko pluton, ale w zamian za to miał pluton artylerii piechoty. Od marca batalion był w stanie pogotowia bojowego. Wzmocniono go powołanymi na ćwiczenia rezerwistami. Pełną gotowość bojową osiągnął po 24 sierpnia.

## Działania oddziału wydzielonego

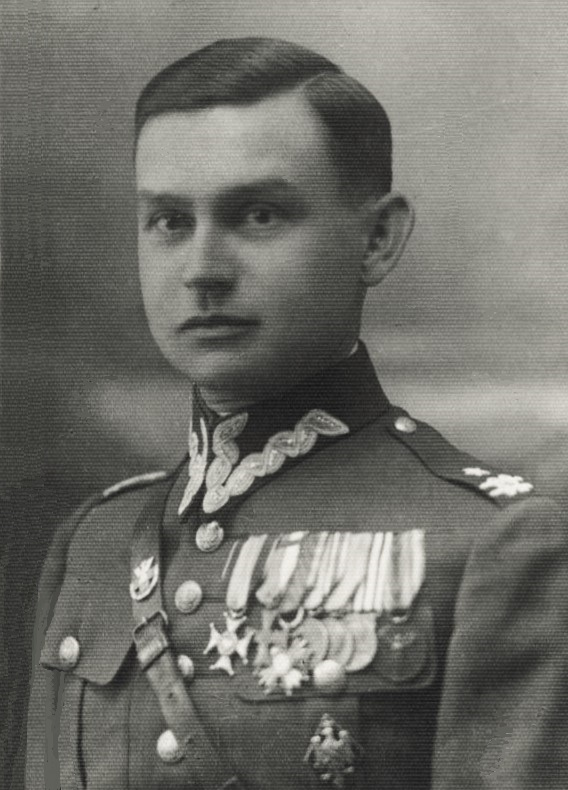
Ppłk Stanisław Janik

W nocy z 31 sierpnia na 1 września OW „Tczew” przyjął następujące ugrupowanie:
- 1 kompania strzelców wzmocniona plutonem czołgów i plutonem ckm obsadziła mosty, zajmując częścią sił umocnienia na przyczółku mostowym na wschodnim brzegu Wisły; kompania po wykonaniu zadania miała przejść do odwodu batalionu w rejonie Górek;
- 2 i 3 kompania strzelców, pluton rozpoznawczy, dwa plutony ckm, pluton dział ppanc, pluton moździerzy, pluton artylerii do ognia pośredniego zajmowały umocnienia polowe, osłaniając rejon Tczewa od północy i północnego zachodu;
- część 1 kompanii strzelców pełniła służbę patrolową na dworcu w Tczewie;
- stanowisko dowodzenia OW rozmieszczono w Górkach.

Walki
Jednym podstawowych zadań dowódcy niemieckiej 3 Armii było uchwycenie w stanie nienaruszonym mostów w Tczewie. Bezpośrednim koordynatorem działań w tym rejonie było Naczelne Dowództwo Wojsk Lądowych. Przygotowaniami do działań w rejonie mostów interesował się osobiście Adolf Hitler. Dawał on osobiste wytyczne dowódcy specjalnego oddziału, ppłk. Gerhardowi Medemowi. Przygotowania do tej akcji rozpoczęto już wiosną 1939. 1 września około 4.00 wyruszył z Malborka do Tczewa towarowy pociąg tranzytowy z polskim parowozem, prowadzonym przez obsługę niemiecką przebraną w kolejowe polskie mundury.
Misternie przygotowany plan niemiecki, w myśl którego pociąg miał minąć mosty przed bombardowaniem, nie udał się.
W chwilę po nieudanym opanowaniu mostów, artyleria niemiecka otworzyła ogień na oba przyczółki mostowe. Zbombardowane zostały także koszary. Były dość duże straty w ludziach. W związku z wątpliwością utrzymania wschodniego przyczółka, dowódca 2 batalionu strzelców nakazał wycofanie załogi, a około  6.45 wysadzono mosty. W rejonie stacji kolejowej pozostały pluton piechoty i pluton ckm; 1 kompania (bez plutonu) przeszła do Górek jako odwód batalionu, a pluton saperów i pluton czołgów zostały odesłane do Torunia.
Około 7.00 z kierunku Koźlina wyszło niemieckie natarcie na Tczew. atakowała kompania piechoty, wzmocniona samochodami pancernymi. Jeden z nich został zniszczony ogniem z działka przeciwpancernego, a piechotę nieprzyjaciela ogniem ckm zmuszono do odwrotu. Około 9.00, na południowym wschodzie od Górek, wylądował samolot łącznikowy ze sztabu armii. Przybyły oficer zażądał potwierdzenia meldunku o zniszczeniu mostów oraz przywiózł rozkaz, który podporządkowywał 2 batalion strzelców dowódcy 2 pułku szwoleżerów.

## Struktura organizacyjna
Sierpień 1939
- dowództwo oddziału wydzielonego
- 2 batalion strzelców
- pluton saperów z 15 DP
- pluton czołgów